# Premio Armando Picchi
Il premio Armando Picchi è un trofeo annuale assegnato al miglior difensore assoluto della Serie A e al miglior difensore italiano under 23 dello stesso anno. La scelta dei vincitori è data dalle qualità fisiche, tecniche e tattiche, ma anche dal fair play e dalla personalità dimostrati dentro e fuori dal campo.
Il premio, istituito dall'amministrazione comunale di Casciana Terme, è stato ideato per celebrare il 40º anno della scomparsa di Armando Picchi, storico capitano della Grande Inter, morto il 27 maggio 1971: la prima edizione del trofeo ha riguardato la stagione 2010-2011. I vincitori sono selezionati da una giuria composta dai direttori di Corriere dello Sport - Stadio, La Gazzetta dello Sport, Tuttosport, La Nazione e Il Tirreno e dai responsabili delle redazioni sportive di LA7, Mediaset, Rai e Sky.